# Юлій II (Мікеланджело, бронза)

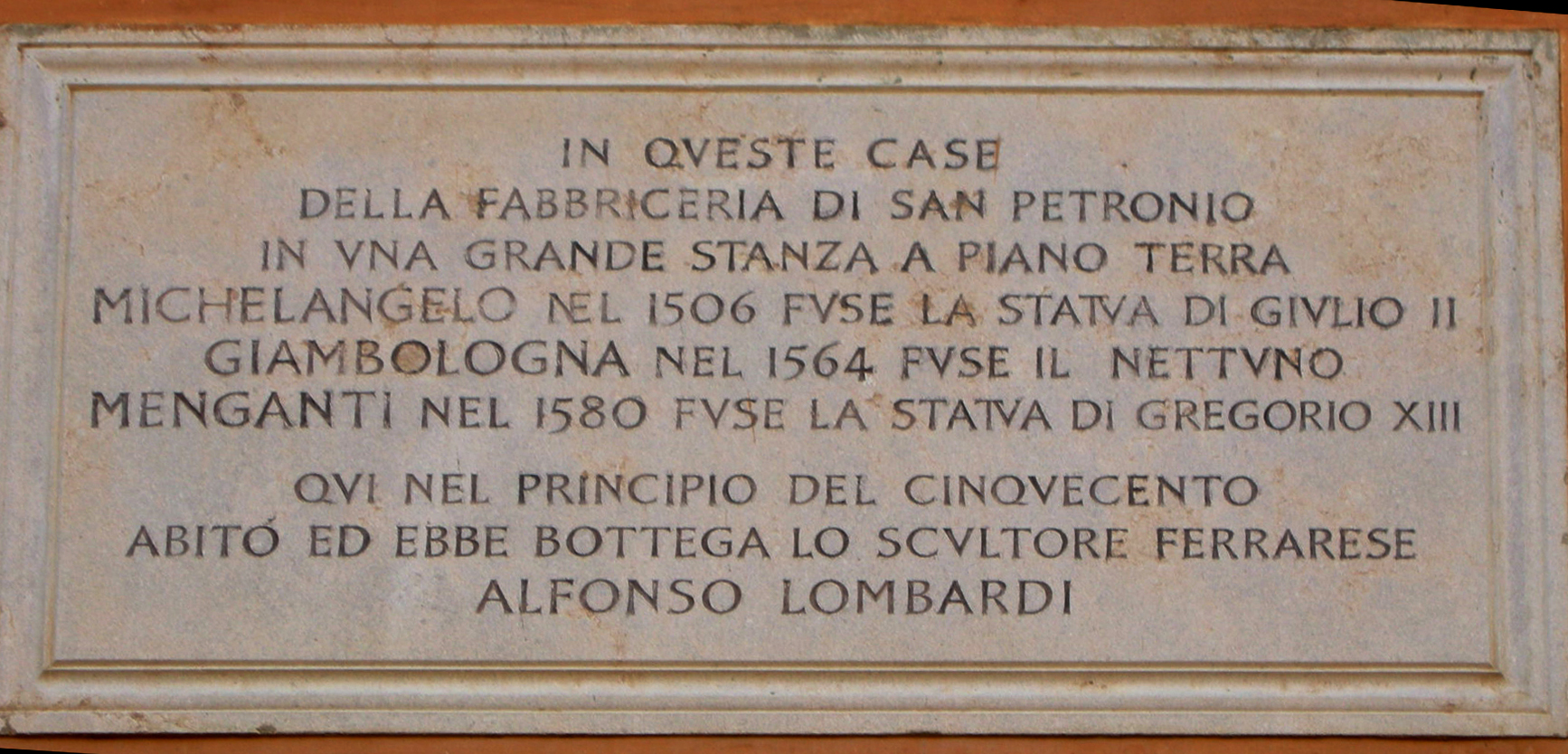

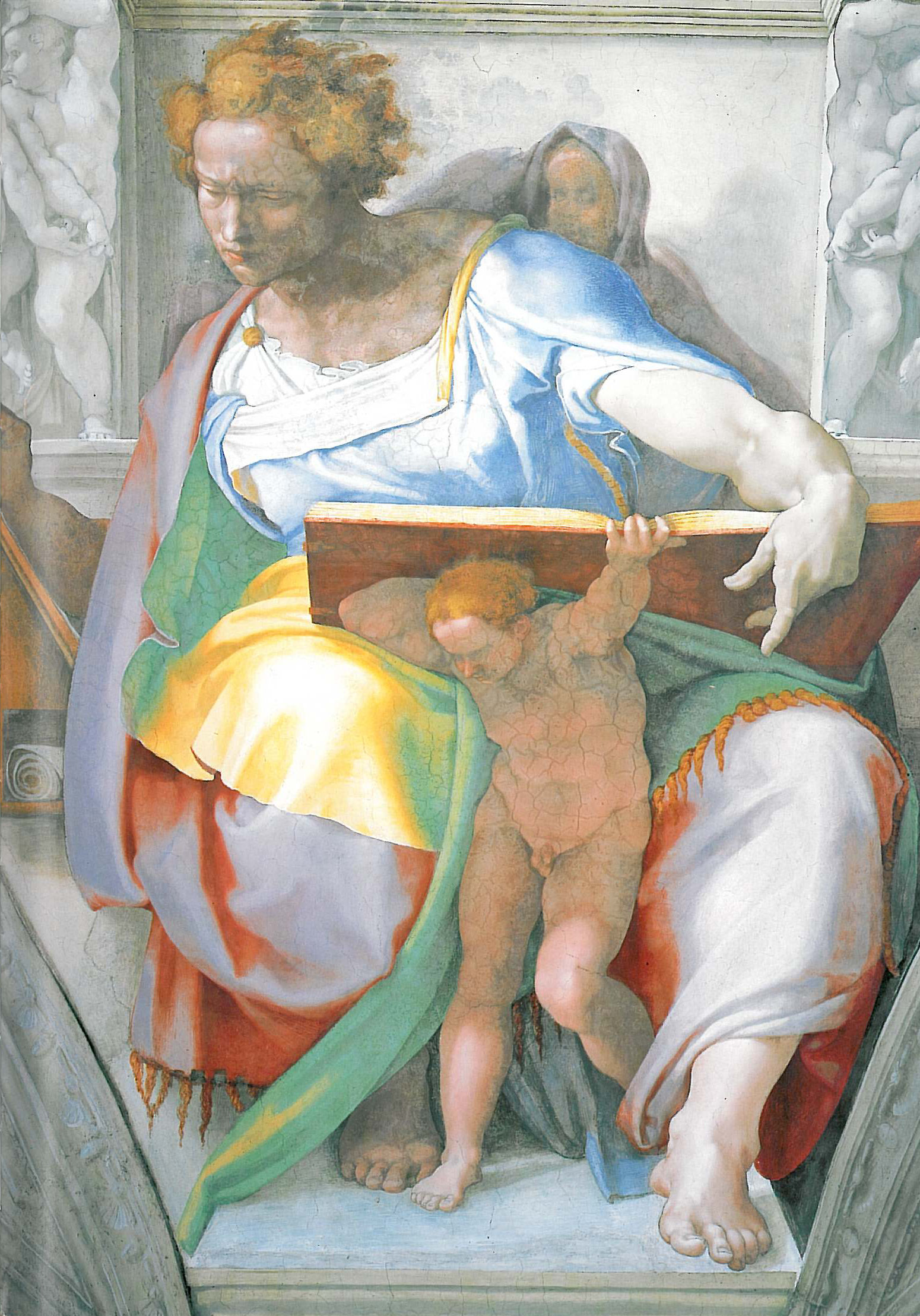
«Пророк Даниїл»

«Ю́лій II» (італ. Giulio II benedicente) — бронзова статуя італійського скульптора і художника Мікеланджело Буонарроті, створена ним у Болоньї на замовлення папи Юлія II бл. 1507 —1508 рр.

## Історія створення
Юлій II завоював Болонью у 1508 році, і замовив бронзову статую Мікеланджело, щоб відзначити повернення Болоньї під свою егіду. Це мало бути портретне зображення понтифіка, який сидить на коні. За цю роботу Мікеланджело мав отримати 1000 дукатів. Мікеланджело не любив портретів і вважав, що лиття бронзи — не його мистецтво[б], але мусив скоритися. Перша спроба була невдала, і нижню частину статуї довелося доплавляти.
Скульптуру було завершено 15 лютого, а встановлено 21 лютого 1508 року на фронтоні церкви Сан Петроніо у Болоньї, а сам Мікеланджело повернувся спершу до Флоренції, де пробув менше ніж місяць, а потім — до Рима. Вже 30 грудня 1511 року статую було знищено. За Вазарі, її «знищили Бентівольї[в], а бронзу продали Альфонсо Феррарському[г], який зробив з неї велику гармату під назвою „Юлія“, зберігши тільки голову статуї».
На місці статуї було встановлено статую Бога-Отця з надписом: «Знай, що Бог сам є Паном» (лат. Scitote quoniam Deus ipse est Dominus).

## Відомості про твір
За описом Вазарі, Мікеланджело надав позі статуї «(…) величного, урочистого вигляду, в розкішному пишному одязі, з обличчям, сповненим відваги, сили, енергії й суворості». Глиняна модель майбутньої статуї була завершена ще до від'їзду папи з Болоньї. Права рука була піднесена для благословення, а у лівій руці «Юлія II» мала бути книга за задумом скульптора, але папа сказав: «Дай краще шпагу, бо я не розуміюсь на письменстві».

## Образ у мистецтві
Проєкт Баччо Бандінеллі для гробниці Климента VII був створений під натхненням від цієї статуї Мікеланджело. Сам проєкт було відхилено, але зберігся ескіз Бандінеллі. На ньому папа зображений сидячи, у лівій руці у нього книга, а права дуже різко піднята вверх, а весь корпус розвернутий, наче для замаху. За Айнманом, ця втрачена статуя знайшла своє продовження у пророкові Даниїлові з фресок стелі Сикстинської капели. Він також проводить паралель із іншими роботами Мікеланджело, які зображають сидячу фігуру — «Джуліано Медичі», «Лоренцо II Медичі» та «Мойсеєм».
Статуя згадується у біографічному романі Ірвінґа Стоуна «Муки і радості» (1961). У лівій руці бронзового понтифіка мали бути ключі до нового собору Святого Петра.

## Для подальшого читання
- Huse N. Ein Bilddokument zu Michelangelos 'Julius II' in Bologna // Mitteilungen des Kunsthistorischen Institutes in Florenz. — 1966. — С. 355 —358. (нім.)